# X (charge)
Pour les articles homonymes, voir X.
 (juillet 2023).
Si vous disposez d'ouvrages ou d'articles de référence ou si vous connaissez des sites web de qualité traitant du thème abordé ici, merci de compléter l'article en donnant les références utiles à sa vérifiabilité et en les liant à la section « Notes et références ».
En physique des particules, la charge X (notée X) est un nombre quantique conservé lors des interactions élémentaires associé à la théorie de la grande unification. Du fait que la charge X est liée à l'hypercharge faible, elle varie en fonction de l'hélicité d'une particule. Par exemple, pour un quark d'hélicité gauche, {\displaystyle X=+1}, alors que pour un quark d'hélicité droite, {\displaystyle X=-1}  (pour les quarks up, charm et top), ou {\displaystyle X=-3} (pour les quarks down, strange et bottom).
X peut se calculer à partir de la différence B-L et de l'hypercharge faible {\displaystyle Y_{W}} de la particule avec la formule suivante :
{\displaystyle X=5(B-L)-2Y_{W}}